# Die Utopie leben
Die Utopie leben, alternativ Die Utopie leben! Der Anarchismus in Spanien (im Original Vivir la utopía: El anarquismo en España), ist eine im Jahr 1997 unter der Regie von Juan Gamero für den Sender TVE produzierte Dokumentation. Das Werk beschäftigt sich mit den anarchistischen und anarcho-syndikalistischen Bewegungen ab 1840 und während des Spanischen Bürgerkrieges 1936–1939. Dabei geht sie insbesondere auf den Bereich des Alltagslebens und die Kollektive Selbstverwaltung ein und versucht die radikalen Veränderungen aufzuzeigen, die sich in diesen Jahren ergaben.
Der Film besteht in erster Linie aus Interviews mit dreißig Anarchisten, die von ihren Erfahrungen in dieser Zeit berichten, wobei die einzelnen Interviews durch kurze Filmsequenzen, in der Regel Material aus der Zeit des Bürgerkrieges, voneinander getrennt werden.
Die Dokumentation nimmt hierbei eine weitestgehend pro-anarchistische Haltung ein und weist auf die ihrer Meinung nach konstruktive Rolle der Anarchisten bei der Organisation des Widerstandes gegen Franco und des Lebens nach dem Putsch allgemein hin.
Interviewt wurden:
Miguel Alba, Ramon Álvarez, Frederico Arcos, Marcelino Bailo, Maria Batet, Severio Campos, Francisco Carrasquer, Miguel Celma, Valerio Chiné; José España, José Fortea, Juan Giménez, Antonio Lahuerta, Concha Liano, Fidel Miró, Aurora Molina, Heleno Molina, Conxa Pérez, Suceso Portales, Dolores Prat, Ximo Queirol, Maravilla Rodríguez, Juan Romero, Manuel Sanz, Liberto Sarrau, José Sauces, José Serra Estruch, Antonio Turón, José Urzáiz, Antonio Zapata.
Zusätzlich zu den Anarchisten kommen auch Miguel Primo de Rivera und sein Sohn José Antonio durch historische Aufnahmen zu Wort.

## Produktion
Die Dokumentation wurde in den Studios der Fundación de Estudios Libertarios Anselmo Lorenzo (FAL) produziert. Für mehrere Monate reiste ein Team durch Spanien und Teile Frankreichs, um die Interviews durchzuführen. Die Musik stammt von den Flamenco-Sängern El Cabrero und Paco del Gastor.